# 浦东南路站
浦东南路站位於中华人民共和国上海市浦东新区陆家嘴街道陆家嘴东路、浦东南路与浦东大道交叉口，是上海地铁的地铁车站，于1999年9月20日作为2号线东昌路站启用，14号线浦东南路站于2021年12月30日启用。2024年9月21日，2号线东昌路站与14号线浦东南路站合并，统一名称为“浦东南路站”。本站与浦东大道站的区间是14号线的最短区间。
建设中的19号线经过本站。19号线车站开通前，本站标识为出站换乘车站，实际无法享受连续计费，无换乘功能。

## 车站结构
2号线部分（原东昌路站）
2号线浦东南路站共有3層。地面為車站出口，地下一層為車站大廳，地下二層為2号线月台。
| 地面层   | 出入口             | 4-7出入口                              |  |  |
| 地下一层 | 站厅               | 票务服务、自动售票机、人工服务台       |  |  |
| 地下二层 |                    | █ 2号线 往国家会展中心（陆家嘴）       |  |  |
|          | 岛式站台，左侧开门 |                                        |  |  |
|          |                    | █ 2号线 往浦东1号2号航站楼（世纪大道） |  |  |

  14号线部分

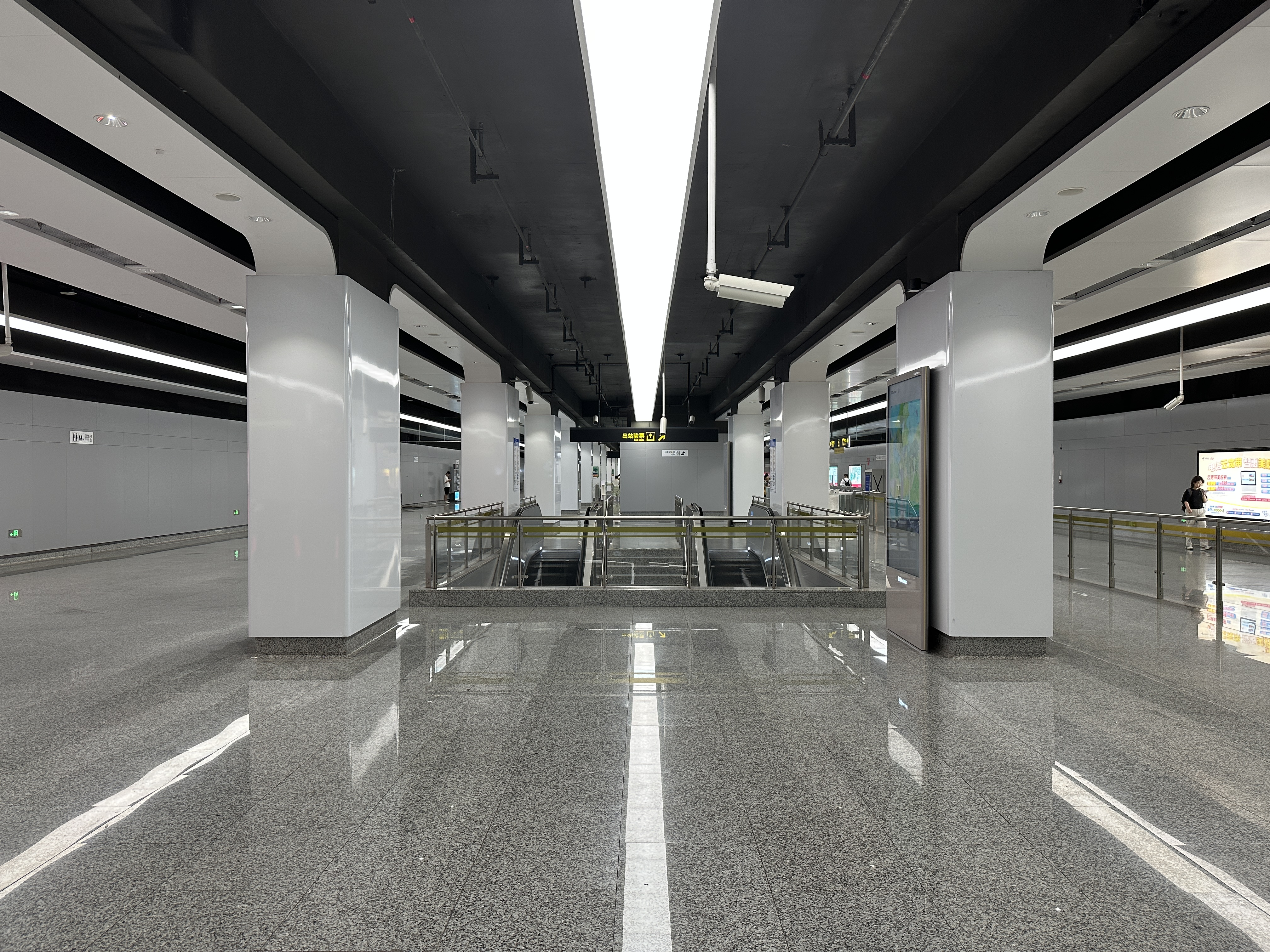
14号线站厅

14号线浦东南路站位于浦东大道地下，由于14号线浦东大道段与浦东大道地道工程合体共建，车站整体位于地道下方，站厅设置于地下二层，站台设置于地下三层。14号线的本站现作为第二批试行“闸机常开”模式的车站之一。
| 地面层   | 出入口             | 1-3出入口                        |  |  |
| 地下一层 | 道路               | 浦东大道地道行车道路             |  |  |
| 地下二层 | 站厅               | 票务服务、自动售票机、人工服务台 |  |  |
| 地下三层 | ①站台              | █ 14号线 往封浜（陆家嘴）        |  |  |
|          | 岛式站台，左侧开门 |                                  |  |  |
|          | ②站台              | █ 14号线 往桂桥路（浦东大道）    |  |  |

## 车站出入口
浦东南路站共设有8个出入口，因目前经过本站的2条线路需出站换乘，各出入口均仅能进入单线车站，其中1-3号出入口通往14号线，4-7号出入口（原东昌路站1-4号出入口）通往2号线，另车站6号出入口通道内有2个地下连通道分别通向毗邻的陆家嘴中心负一层与世界广场负一层，各出入口如下所示：
| 出口编号            | 出口指示                                   | 照片            |
| 连通 14号线站厅     | 连通 14号线站厅                            | 连通 14号线站厅 |
| ------------------- | ------------------------------------------ | --------------- |
| 1 · 出口            | 浦东大道，即墨路                           |                 |
| 2 · 出口 · （设有） | 浦东大道，即墨路                           |                 |
| 3 · A · 出口        | 浦东大道，即墨路                           |                 |
| 3 · B · 出口        | 浦东大道，浦东南路                         |                 |
| 连通 2号线站厅      |                                            |                 |
| 4 · 出口 · （设有） | 栖霞路，世纪大道                           |                 |
| 5 · 出口            | 乳山路，南泉北路，世纪大道                 |                 |
| 6 · 出口            | 南泉北路，世纪大道，第一八佰伴，陆家嘴中心 |                 |
| 7 · 出口            | 浦东南路，世纪大道，上海环球金融中心       |                 |
| 图例： 设有         |                                            |                 |